# Gare de Villechaud
La gare de Villechaud est une halte ferroviaire française, fermée et disparue, de la ligne de Moret - Veneux-les-Sablons à Lyon-Perrache. Elle était située au passage à niveau n°84, sur le Chemin de la chapelle Sainte-Brigitte, au hameau de Villechaud, sur le territoire de la commune de Cosne-Cours-sur-Loire, dans le département de la Nièvre, en région Bourgogne-Franche-Comté.
En service en 1985, ses dates d'ouverture et de fermeture sont inconnues.

## Situation ferroviaire
Établie à 157 mètres d'altitude, la halte de Villechaud était située au point kilométrique (PK) 200,345 ((PN89)) de la ligne de Moret - Veneux-les-Sablons à Lyon-Perrache, entre les gares ouvertes de Cosne-sur-Loire et de Tracy - Sancerre,.

## Histoire
Ancienne halte voyageurs, c'est, en 1985, un point d'arrêt non géré (PANG), fermé au service des marchandises, de la Société nationale des chemins de fer français (SNCF).